# Luhyny
Luhyny (ucraniano: Луги́ни) es un asentamiento de tipo urbano de Ucrania perteneciente al raión de Korosten en la óblast de Zhytómyr.
En 2018, el asentamiento tenía una población de 4077 habitantes. Es sede de un municipio que abarca, además de Luhyny, el asentamiento de tipo urbano de Myroliubiv y 36 pueblos, con una población municipal total de unos quince mil habitantes.
Se conoce la existencia de la localidad en documentos desde 1606, cuando era un pequeño pueblo de la República de las Dos Naciones. Su nombre deriva de la palabra ucraniana луг ("prado"), en referencia a las zonas verdes que rodean al pueblo, situado en la región pantanosa de Polesia. En la partición de 1793 se incorporó al Imperio ruso, que a principios del siglo XX estableció aquí una estación del ferrocarril de Kórosten a Sarny. La Unión Soviética le dio el estatus de asentamiento de tipo urbano en 1967.
Se ubica a orillas del río Zhérev, unos 15 km al noroeste de la capital distrital Kórosten, junto a la carretera E373 que lleva a Sarny y Kóvel.